# بلندگوی هوشمند

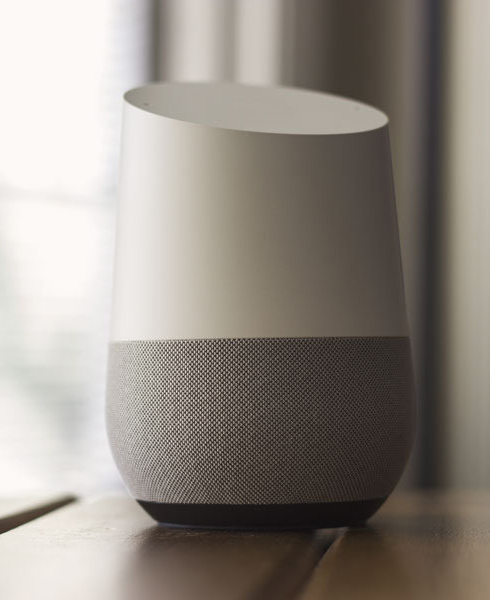
نمونە ای از بلندگوی هوشمند

بلندگوی هوشمند (انگلیسی: Smart speaker) نوعی از بلندگوهای بدون‌سیم و رابط کاربری صوتی است که با دستیار شخصی هوشمند ترکیب شده و با گفتن یک یا چند کلمه خاص، فعال و وارد تعامل می‌شود.